# Pé de trincheira
Pé de trincheira é um tipo de dano nos pés devido à humidade. Os sintomas iniciais geralmente incluem formigueiro ou comichão, que podem progredir para dormência. Os pés podem ficar vermelhos ou azulados. À medida que a condição piora, os pés podem começar a inchar e cheirar a podridão. As complicações podem incluir lesões ou infecções na pele.
O pé de trincheira ocorre devido à exposição prolongada dos pés a condições frias, húmidas e muitas vezes insalubres. O grau de frio, no entanto, é menor que o congelamento, o que resultaria em úlceras de frio. O início pode ser tão rápido quanto 10 horas. Os fatores de risco incluem botas muito apertadas e falta de movimento. Acredita-se que o mecanismo subjacente envolva a constrição dos vasos sanguíneos, resultando num fluxo sanguíneo insuficiente para os pés. O diagnóstico é baseado nos sintomas e num exame físico.
A prevenção envolve manter os pés quentes, secos e limpos. Após a ocorrência da condição, medicamentos para dor podem ser necessários durante o processo de reaquecimento gradual. A dor pode persistir ao longo de meses após o tratamento. Cirurgia para remover tecido danificado ou amputação pode ser necessária.
Os militares são afetados mais frequentemente, embora os casos também possam ocorrer entre os sem-abrigo. A condição foi descrita pela primeira vez durante a retirada de Napoleão na Campanha da Rússia no inverno de 1812. A palavra trincheira no nome é uma referência à guerra de trincheiras, principalmente associada à Primeira Guerra Mundial.